# Bassirou Dembélé
Bassirou Dembélé (* 28. leden 1990, Bamako, Mali) je malijský fotbalový záložník.

## Kariéra
V mládežnických letech vystřídal několik malijských klubů, jakými byli Djoliba AC nebo Centre Salif Keita, než v roce 2008 přišel do mládežnické základny Paris SG. Zde působil až do léta 2010, kdy si ho na testy pozvala pražská Slavia. Na testech uspěl a podepsal dvouletou smlouvu. Za Slavii odehrál 9 utkání. V průběhu sezony sezony 2010/11 se ovšem dostal do sporu s vedením klubu, načež byl vyřazen z prvního týmu. Podzim 2011 tak strávil hledáním nového zaměstnavatele, ale v zimním přestupovém období se následně do týmu vrátil.